# Клименко, Иван Евдокимович
Ива́н Евдоки́мович Климе́нко (укр. Іва́н Євдоки́мович Климе́нко; 9 сентября 1891, с. Ровчак-Степановка Черниговская губерния — 26 ноября 1937, Москва) — советский государственный деятель. Революционер. Член РСДРП с 1912.

## Биография
Родился в крестьянской семье. Окончив земскую сельскую школу, работал наборщиком в типографии.
Участник революционного движения на Украине. За революционную деятельность подвергался арестам, 2 года провёл в тюрьмах и 4 года в ссылке в Нарымском крае.
В мае 1917 года вернулся в Киев, где занимал ряд ответственных постов: был секретарём Киевского профсоюза печатников, членом городского совета рабочих депутатов, Центрального совета фабрично-заводских комитетов.
Участвовал в январском вооружённом восстании в Киеве в 1918 году, возглавлял стачком. Член ЦИК Советской Украины, народный секретарь труда.
Участник гражданской войны. В 1918—1919 годах — на подпольной работе в Харькове (член Харьковского подпольного областного комитета КП(б) Украины) и Одессе (секретарь Одесского подпольного областного комитета), председатель Житомирского революционного комитета, комиссар 45-й стрелковой дивизии.
В 1918—1920 годах — председатель Одесского губернского исполкома, с 1922 года — на работе в Наркомземе Украины.
В 1924—1927 годах — секретарь ЦК КП(б)У; с 1927 года — заместитель наркома земледелия РСФСР, председатель Трактороцентра; с 1929 года — заместитель наркома земледелия СССР.
В январе-июле 1930 года — председатель исполнительного комитета Сибирского края (позже Западно-Сибирского края); с 1930 года — директор Среднеазиатской железной дороги; в 1932 года — начальник Центрального коммунального управления НКПС; в 1933 года — начальник Рязано-Уральской железной дороги; с 1934 года — заместитель начальника Главного управления по зерну и масляничным культурам Наркомзема СССР.
Кандидат в члены ЦК ВКП(б) (1925—1934). Делегат XI (1922), XIII (1924), XIV (1925), XV (1927), XVI (1930) и XVII 1934) съездов партии.
В 1937 году арестован и осуждён Военной коллегией Верховного суда СССР к высшей мере наказания.
Расстрелян в Москве. Реабилитирован посмертно в 1956 году.
В 1974—2014 годах в Киеве существовала улица Ивана Клименко, ныне — Преображенская.